# Доминово (гмина)
Доминово (пол. Dominowo) — сельская гмина (волость) в Польше, входит как административная единица в Сьрёдский повет, Великопольское воеводство. Население — 2882 человека (на 2008 год).

## Сельские округа
1. Бискупице
2. Божеево
3. Буковы-Ляс
4. Хлапово
5. Доминово
6. Дзержница
7. Габлин
8. Геч
9. Каролево
10. Копашице
11. Мечиславово
12. Мужиново-Косцельне
13. Новоево
14. Ожешково
15. Посвентне
16. Русиборек
17. Русибуж
18. Сабащево
19. Зберки

## Прочие поселения
1. Анджейполе
2. Багрово
3. Гродзищко
4. Яново
5. Маряново
6. Михалово
7. Шрапки
8. Выславице

## Соседние гмины
1. Гмина Костшин
2. Гмина Милослав
3. Гмина Некля
4. Гмина Сьрода-Велькопольска
5. Гмина Вжесня